# 산피에트로알타나그로
산피에트로알타나그로(이탈리아어: San Pietro al Tanagro)는 이탈리아 캄파니아주 살레르노도에 있는 코무네이다.

## 같이 보기
- 발로 디 디아노